# 慈云佛学院
慈云佛学院是浙江省佛教协会主办的一所尼众佛学校，位于浙江省宁海县桥头胡街道。

### 学制
天台本科班四年。
律学本科班四年。
此外还有预科班。